# Szív-tüdő gép

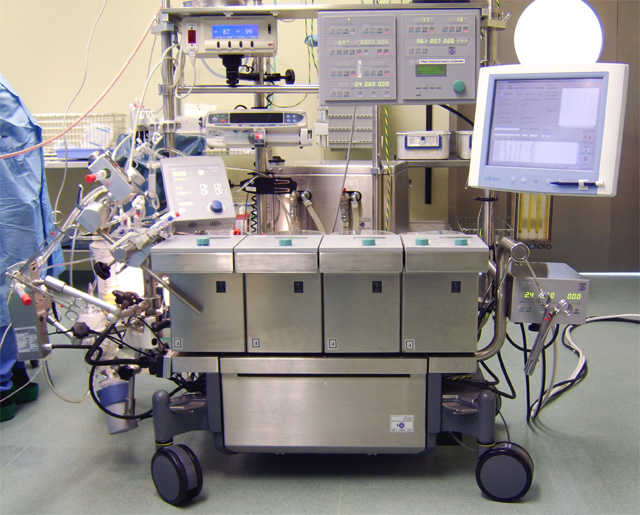
Szív-tüdő gép a műtőben

A szív-tüdő gép (SZTG) orvosi eszköz, amely korlátozott ideig helyettesíti a szív pumpáló funkcióját és a tüdőfunkciók ellátását, vagyis a vér oxigénezését, valamint a szén-dioxid eltávolítását, így lehetővé téve az ún. nyitott szívműtéteket. A vér egy kanülön és csőrendszeren (cardiopulmonary bypass) keresztül távozik a szervezetből, oxigénnel dúsul, és újra visszapumpálódik, ez az extracorporalis keringés. Ezenkívül a beteg gyorsan lehűthető és felmelegíthető egy szív-tüdő géppel hőcserélő(kö)n keresztül. Az SZTG nem tévesztendő össze a vastüdővel, amely csupán a légzést segíti.
A vér útja általában a vena cavából vagy a jobb pitvarból, valamint a szívkamrákból és a műtéti területen megnyílt koszorúerekből kerül az SZTG-be, majd szűrés, oxigéndúsítás és a szén-dioxid eltávolítása, valamint melegítés és ismételt szűrés után halad vissza az aortán vagy a femorális artérián keresztül a szervezetbe. A gyakorlatban különbséget tesznek a különböző típusú bypassok között (teljes cardiopulmonalis bypass, részleges bypass, bal oldali atriofemoralis bypass, femorofemoralis bypass, bal szív bypass és jobb szív bypass).
A szív-tüdő gépet leggyakrabban a szívsebészetben használják. A sürgősségi és intenzív ellátásban kisebb, speciális rendszereket alkalmaznak úgynevezett extracorporalis membrán oxigenizációként (ECMO).

## Története

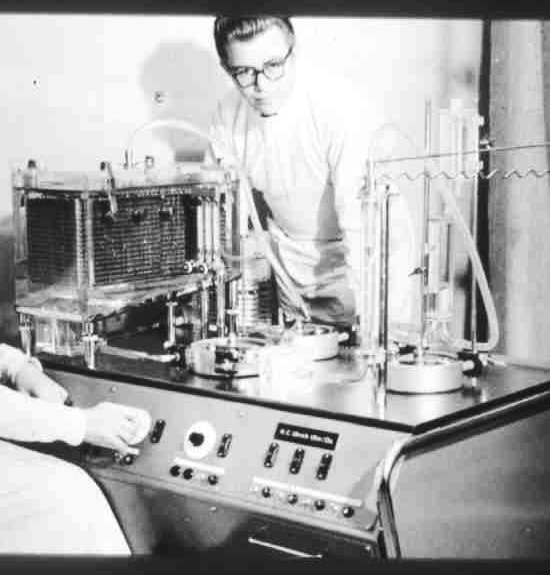
Az Ulrich GmbH & Co. KG első német szív-tüdő gépe (1958)

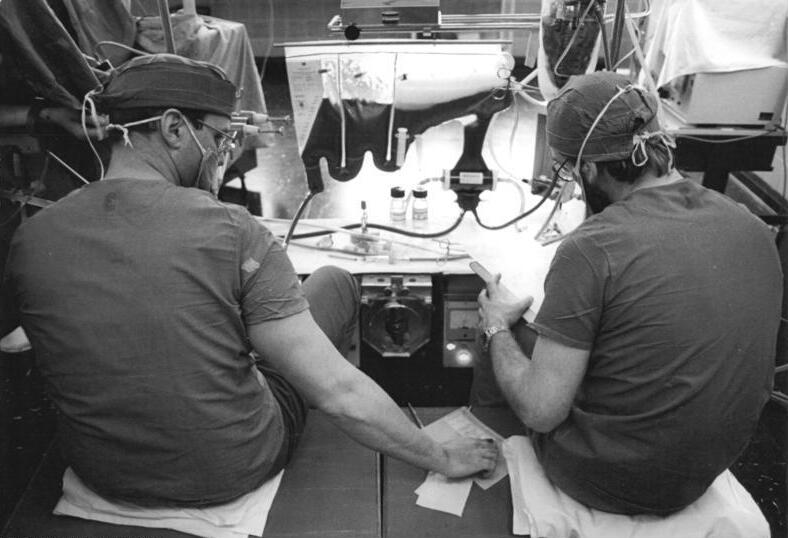
Orvosok a szív-tüdő gépnél egy műtét során a Bad Berka-i szívklinikán (1986)

Maximilian von Frey 1885-ben építette meg az első szív-tüdő gépet kollégájával, Max von Gruberrel a Lipcsei Egyetemen. A szív-tüdő gép feltalálója azonban John Heysham Gibbon, akinek az USA-ban kifejlesztett gépét egy 18 éves beteg pitvari septum defektusának műtétjén használták 1953. május 6-án 26 percig a philadelphiai Pennsylvania Egyetemi Kórházban. Korábban Gibbon megépítette egy szív-tüdő gép prototípusát, amelynek segítségével egy macska 1935-ben bő fél órát túlélt anélkül, hogy megdobbant volna a szíve. Gibbont később az IBM mérnökei segítették a fejlesztésben. Számos kudarc és haláleset történt, mire a gép 1953-ban már megfelelően működött.
A heparin Jay McLean általi 1916-os felfedezése központi jelentőségű a szív-tüdő gép extracorporalis keringetése szempontjából, mivel megakadályozza a véralvadást, ami a szív-tüdő gép működésének alapvető feltétele.
A szív-tüdő gépek még ma is görgős pumpákat használnak a vér szállítására, amelyek feltalálása 1934-ig nyúlik vissza.
A vér oxigénellátásának felfedezése pedig 1944-re nyúlik vissza, amikor is megfigyelték, hogy a hemodialízis során a beteghez visszaáramló vér színe sötétlilából élénk pirosra változott.
1926-ban a szovjet tudós, Szergej Brjuhonenko végrehajtotta az első sikeres extracorporalis keringetést egy levágott kutyafejen, és ő lett az első, aki megjósolta a szívsebészetben a testen kívüli keringetés jövőjét.
Achille Mario Dogliotti olasz szívsebész 1951. augusztus 9-én hajtotta végre a világ első szívműtétjét mesterséges extracorporalis körrel. Aldo Costantinivel egy 49 éves páciens volt, akit Torinóban megoperáltak, aki egy mediastinalis daganat kiirtáson esett át. Dogliotti szív-tüdő gépe, amelyet már a műtét előtt előkészítettek, egy görgős pumpás rendszerből és egy gázdiszperziós elven működő oxigenátorból állt.
Hosszas előkészítő munka után sikerült az amerikai John Gibbonnak 1953. május 6-án az első testen kívüli vérkeringetés emberen az Amerikai Egyesült Államokban. Egy 18 éves, pitvari sövényhibás nőt operált meg, a beteg 45 percig szív-tüdő gépen volt. A gépet ezután többek között Viking Olof Bjork és mások (vö. Clarence Crafoord és Åke Senning) fejlesztették tovább Svédországban. Az USA-ban különösen John Webster Kirklin forszírozta a Mayo Clinicán az SZTG továbbfejlesztését, és 1955-ben már nyitott szívműtétekre használta.
A szív-tüdő gép alkalmazása megoldotta a szívsebészet egyik központi problémáját, amely korábban lehetetlenné tette a biztonságos szívműtéteket a tetemes műtéti idő miatt. Ahhoz, hogy a szív belseje a műtéti beavatkozások számára hozzáférhetővé váljon, a nagy szíverek ideiglenes elszorítása szükséges, amely megszakítja az agy oxigénellátását, és így néhány percre korlátozza a műtéti időt segédeszköz nélkül. A mechanikus elterelés és a vér oxigénellátása döntő szerepet játszott abban, hogy ez az időtartam akár egy órára is meghosszabbodjon, és a műtétet sietség nélkül elvégezhessék.
Mivel az akkori oxigenátorok meg sem közelítették a mai készülékek teljesítményét, az 1954-ben bevezetett véráramhűtés (hipotermia) az ezzel járó oxigénfogyasztás csökkenése nagy jelentőséggel bírt a betegek szívtüdőgéppel való hosszabb életben tartásában.
1955 körül sikeresen megépítettek egy oxigenátort, amely gázbuborékok segítségével oxigénnel dúsította a vért anélkül, hogy a rettegett légembólia bekövetkezett volna. 1956-ban használták először a ma is alkalmazott membrán-oxigenátor típust, azonban további 13 évnek kellett eltelnie, mire a gép készen állt a piacra dobásra.
Németországban az első szívműtétet szív-tüdő géppel Manfred Schmidt-Mende és Hans Georg Borst végezte 1958. február 19-én a Marburg Egyetemi Kórházban, a híres szívsebész, Rudolf Zenker közreműködésével. Egy 29 éves kamrai sövényhibás nőbeteget műtöttek meg. A Német Demokratikus Köztársaságban a krónikus devizahiány miatt Karl-Ludwig Schober kifejlesztette saját szív-tüdő gépét.

## Funkciók és tartozékok

### Szivattyúfunkció, szivattyúk
A szív pulzáló izomösszehúzódással pumpálja a vért az ereken keresztül. A pumpált mennyiséget (a perctérfogatot) a  szervezet folyamatosan szabályozza, hogy megbirkózzon a gyakran erősen változó terhelésekkel. A felnőttek szabályozási tartománya nyugalmi állapotban kb. 5 l/perctől a legnagyobb igénybevétel mellett kb. 25 l/percig terjed.
A görgős szivattyúk ma is a preferáltak az extrakorporális keringetéshez. Itt egy félgömb alakú ketrecben fekvő műanyag tömlőt a központilag forgó szivattyúfej két egymással szemben lévő nyomógörgője helyezi nyomás alá. A centrifugálszivattyúk alternatív alkalmazása műszakilag nehezebb és összetettebb. Az ujjas vagy axiális szivattyúk eldugulási üzemben szignifikánsan nagyobb hemolízist mutatnak, mint a görgős szivattyúk, ami a szivattyúzási folyamat során fellépő szívás erősségétől és időtartamától függ. A műszaki igények a fent leírt szabályozási lehetőségekből, a véráramba való kapcsolódási lehetőségekből és a biztonsági követelményekből adódnak. A szivattyúkat folyamatos és pulzáló üzemre egyaránt tervezték. A szabályozható szállítási sebesség 0,01 l/perc és 10 l/perc között van. A pumpafej nagy pontossága biztosítja a lehető legkisebb vérkárosodást (görgős pumpáknál a hemolízis sebessége a pumpa érintkezési(?) nyomásától függ). Az elektronikus vezérlés megbízhatóan megakadályozza a szivattyúfej ellenőrizetlen fordulatszám-változásait.

### Tüdőfunkciók, oxigenátorok
A tüdő központi feladata az oxigén és a szén-dioxid gázcseréje. Ennek optimális feltételei a tüdőben adottak. Az oxigén és a szén-dioxid diffúziója nagyon nagy felületen, akár 200 m²-ig, alacsony vérrétegvastagsággal és kellően hosszú érintkezési idővel történhet.
A ma elérhető, a vér oxigéntelítésére szolgáló eszközök (oxigenátorok) két csoportra oszthatók:
- Buborékoxigenátor – a vérrel közvetlenül érintkező gáz
- Üreges rostos membrán oxigenátor - a gáz és a vér el vannak választva

A buborékoxigenátort ma Németországban alig használják, de még a ma általánosan használt membrán-oxigenátor is csak tökéletlenül képes utánozni az emberi tüdőt. A vérréteg jóval vastagabb, és csak körülbelül 2–10 m² nagyságú diffúziós terület áll rendelkezésre. A ma általánosan használt membrán-oxigenátorok két komponensből állnak: egyrészt a tulajdonképpeni oxigenátorból, ami gondoskodik a gázcseréről, másrészt egy hőcserélő van beépítve, hogy a vér és a test hőmérsékletét az adott művelet követelményeihez igazítsák, úgymint: Normothermia, hipotermia, mély hipotermia.

### Szűrőfunkció, szűrő
Amióta szív-tüdő gépeket használnak, a mikroembólia egy ismert probléma, amelynek okai lehetnek a fibrinrögök, műanyag részecskéi is, amelyeket csőfelületekről vagy tömítésekről dörzsölnek le, vagy pl. az oxigenátorból származnak. Ezt vérszűrővel próbálják ellensúlyozni, amelynek másik fontos funkciója a gázbuborékok és a buffy coat tervezett összegyűjtése és visszatartása.
Ezenkívül veseelégtelenség esetén hemofiltráció vagy módosított ultraszűrés végezhető a víz vagy a vizeletből származó anyagok vérből történő eltávolítására.
A vízhiány növeli a hematokrit- és hemoglobinszintet. Ezenkívül a kolloid ozmotikus nyomása megnő. Ez a víz eltolódását eredményezi az extracelluláris térből az intravaszkuláris térbe, ami csökkenti az ödémát (különösen a tüdőödémát).

### Vértérfogat raktár, tározó
Vértérfogat-tárolóként úgynevezett kardiotómiás tartályt használnak, amely legegyszerűbb esetben egy műanyag zacskóból áll, de többnyire kemény héjú, két liternél nagyobb űrtartalmú tartály. Ez lehetővé teszi, hogy a nem szükséges mennyiséget kivegye a betegkörből, és egy későbbi időpontban visszajuttassa. A kardiotómiás tartályba kerül ezen kívül a műtéti területről levett vér, amelyet ún. kardiotómiás szívással távolítanak el. Mivel a vér-levegő keverék mindig kiszívható a műtéti területről, a szövetkomponensek szűrője mellett mindig szükség van habzásgátlóra is.

## Az extracorporalis keringetés lehetséges szövődményei
- Véralvadási zavarok (thrombocytopenia vagy heparin által kiváltott thrombocytopenia, a heparin hatás elégtelen visszafordítása, protamin túladagolás, alvadási faktor hiány, disszeminált intravaszkuláris koaguláció fogyasztási koagulopátiával) [10]
- A víz- és elektrolit-egyensúly zavarai (vízvisszatartás; csökkent nátrium-, kálium-, kalcium- vagy magnéziumszint)[11]
- Hiperglikémia (különösen 300 mg/dl feletti vércukorszint mellett ozmotikus diurézis kockázatával) [12]
- Embólia (különösen a légembólia a buborékoxigenátorban és mindenekelőtt magas oxigén parciális nyomásértékek esetén)[12]
- Tüdőfunkciós zavarok[12]
- Veseműködési zavarok[13] elégtelen perfúziós nyomással[14]
- Neurológiai rendellenességek[13]

## Monitoring és dokumentálás
A klinikától függően különböző paramétereket rögzítenek.

### Betegadatok
- EKG
- Artériás vérnyomás
- Központi vénás vérnyomás
- Hőmérséklet (végbél/nyelőcső)
- Vesefunkció/vizeletürítés
- Különféle laboratóriumi paraméterek

### Életfenntartó gép
- oxigenátor
- főpumpa = artériás áramlási sebesség = perctérfogat = időtérfogat
- szívó
- cardioplegia rendszer
- kardiotómiás tartály
- vérszűrő
- artériás/vénás oxigéntelítettség
- hemoglobin, hematokrit, pH, hőmérséklet
- alacsony szintérzékelő figyeli a vérszintet a kardiotómiás tartályban
- a légbuborék-érzékelő megakadályozza levegő bejutását az áramlási körbe
- különféle rendszernyomások
- artériás/vénás vérhőmérséklet
- tömlőrendszer csatlakozási pontokkal

Ma már elterjedt az adatok elektronikus tárolása, ami a későbbi értékelést is megkönnyíti.

## Vezérlőeszközök
Vezérlőeszközökkel a páciens különböző létfontosságú paraméterei befolyásolhatók.
- Az oxigenátorban az oxigén és a szén-dioxid átvitel gázkeverővel és áramlásmérővel szabályozható.
- A főpumpa helyettesíti a páciens szívét, és szabályozza a perctérfogatot.
- A hipo-/hipertermia készülékek (Heater-Cooler-Units HCU) a hőcserélőn keresztül (gyakran az oxigenátorban) szabályozhatják a páciens vérének hőmérsékletét és így testhőmérsékletét is.

## Miniatürizált extrakorporális keringés (MiECC)
A lényeges alkatrészekre (csak a pumpára és az oxigenátorra) redukálva csökkenthetők a hagyományos szív-tüdő gépek bizonyos hátrányai, és új terápiás lehetőségek nyílhatnak meg. A fiziológiás gyulladásos és véralvadási reakció csökken a vérrel érintkező kisebb idegen felület miatt. Ezen túlmenően a gép bonyolultsága lényegesen kisebb, így a perfúziós szakember által végzett állandó gondozás elhagyható.
A MiECC-eket időnként rutinműtétek során alkalmazzák, de mindenekelőtt lehetőséget kínálnak a szív- és tüdőfunkció átmeneti támogatására az intenzív terápiás betegeknél. A rendszer a használt pumpák és oxigenátorok tekintetében is hasonló az ECMO-hoz, de a kanülözés vénás-artériás. Így a vért kivonják a vénából, oxigenizálják és az aortába helyezett kanül segítségével a szív mögötti keringési rendszerbe vezetik vissza.
Intenzív gyógyászatban történő alkalmazáskor a hiányzó tartály (ami azt jelenti, hogy a műtéti helyen kiszívott vért már nem lehet reperfundálni) és a műtőben jelentős hiányzó kiegészítő szivattyúk (vent) hátrányai nem relevánsak.
A rendszer elvileg bármilyen típusú keringési elégtelenségben beültethető. Ennek természetesen csak egy esetlegesen visszafordítható alapbetegség esetén van értelme és etikailag is az igazolható. A fő indikációk a kardiogén sokk, a posztoperatív pumpa elégtelensége, a szívizomgyulladás, valamint a további terápia (mesterséges szívbeültetés vagy szívátültetés) áthidaló megoldásként a döntésig vagy a transzplantációig.
A készülékek mérete mára olyan mértékben csökkent, hogy a hagyományos légi és földi intenzív terápiás járművekkel szállíthatóak. Az összetett alapbetegségek és a szükséges intenzív terápia miatt legalábbis megkérdőjelezhető, hogy ez a technika milyen mértékben fog elterjedni a szakosodott központokon túl, különösen azért, mert a perifériás kanülözés technikailag igényes, és a leggyakoribb szövődmények forrása.
Ezért egyes központok ECMO- és MECC-támogatást kínálnak a perifériás kórházaknak, és egy perfúziós/szívsebész- és aneszteziológuscsoportot szállítanak (általában repülnek) a perifériás kórházba. A helyszínen a páciens a szív-tüdő géphez csatlakoztatható és egy központba szállítható. Gyakran csak így történhet az instabil keringési funkciójú betegek szállítása.

## Alkalmazása
A kezdeti időkben az orvos feladata volt a szív-tüdő gép működtetése. Ma ezt a perfúziós szakember végzi. Kezdetben a szakmát részidőben tanulták. Voltak pl. műtősök és ápolók vagy képzett egészségügyi technikusok.
A felelősségi kör növekedésével és a feladatok összetettségének növekedésével azonban felismerték a célzott képzés szükségességét. 1988 óta ezt főként a berlini Kardiotechnikai Akadémia vette át, amely 2008 óta kínál gyakorlatorientált alapképzést, és Németországban az egyetlen államilag elismert ilyen intézmény.
1994-ben az Aacheni Alkalmazott Tudományok Egyetemén (Jülich Tanszék) létrehozták az első kardiotechnológiai szakot, amelyet később a Furtwangen Egyetem „Orvosmérnöki” kurzusa követett.
Szakmai szövetségként a Német Kardiotechnológiai Társaság vette át az érdekképviseletet Németországban, Európa számára pedig az EBCP (European Board of Cardiovascular Perfusion).

## Fordítás
- Ez a szócikk részben vagy egészben  a   Herz-Lungen-Maschine című német Wikipédia-szócikk ezen változatának fordításán alapul.  Az eredeti cikk szerkesztőit annak laptörténete sorolja fel. Ez a jelzés csupán a megfogalmazás eredetét és a szerzői jogokat jelzi, nem szolgál a cikkben szereplő információk forrásmegjelöléseként.